# 2006 год в истории метрополитена
В этой статье перечисляются основные  события из истории метрополитенов в 2006 году. Полужирным шрифтом выделены открытия новых транспортных систем.

## События

### Первое полугодие
- 4 февраля — открыт Туринский метрополитен. Первый пусковой участок с 11-ю станциями: «Ферми», «Парадизо», «Марке», «Маззауа», «Поццо Страда», «Монте Граппа», «Риволи», «Раккониджи», «Бернини», «Принчипи д’Акая», «XVIII Дичембре».
- 4 марта — открыта станция Киевского метрополитена «Вырлица».
- 16 марта — открыт Тэджонский метрополитен.
- 19 марта — строительная свая пробила тоннель московского метро на перегоне «Войковская» — «Сокол»[1] (повторится 22 января 2014 года, когда свая пробьёт тоннель между станциями «Автозаводская» и «Коломенская»).
- 31 марта — открыт 3-й участок Линии D метрополитена Порту с двумя станциями: Оспитал Сан-Жуан и ИПО.
- 26 мая — открыта станция «Депо Гостиварж» Линии A Пражского метрополитена.

### Второе полугодие
- 30 августа — открыта станция Московского метрополитена «Международная» (ныне "Москва-Сити").
- 2 сентября — открыты 5 станций Венского метрополитена: «Кагранер Плац», «Реннбанвег», «Адерклаэр Штрассе», «Гросфельдзидлунг», «Леопольдау».
- 14 октября — открыты 2 станции Мюнхенского метрополитена: «Гархинг» и «Гархинг-Форшунгсцентрум». В Мюнхене теперь 96 станций.
- 18 ноября — открыт метрополитен Валенсии (Венесуэла).
- 27 ноября — открыт второй выход на станции Киевского метрополитена «Дарница».
- 22 декабря — открыта 60-я станция Петербургского метрополитена «Парнас».
- 24 декабря — открыта 8-я линия метрополитена Осаки.
- 29 декабря — открыта станция «Марымонт» (A19) Варшавского метрополитена (в режиме челночного движения).

## Происшествия
| Дата     | Метро                   | Погибли | Пострадали | Описание |
| -------- | ----------------------- | ------- | ---------- | --- |
| 19 марта | Московский метрополитен | 0       | 0          | В 14:37 дня , поезд, отошедший от станции «Войковская» в направлении станции «Сокол» Замоскворецкой линии, столкнулся с бетонной сваей, которая провалилась в тоннель прямо перед приближающимся составом. Машинист Андрей Ульянов заметил проваливающуюся через свод тоннеля сваю и применил экстренное торможение, однако избежать столкновения не удалось — головной вагон налетел на сваю и был сильно повреждён. Сваей повредило крышу вагона, после чего на передние вагоны рухнули куски бетонной облицовки тоннеля и ещё две сваи. Лишь по счастливой случайности никто не пострадал — в воскресный день вагоны были практически пусты. Как оказалось, над тоннелем производилась забивка свай под крупный рекламный стенд. После того, как одна из свай провалилась под землю, рабочие отогнали технику от места проведения работ. По заявлению руководства метрополитена, никаких обращений от этой или другой организации за разрешением проводить работы над метротоннелем в данном месте не поступало. Однако проводившая работу фирма предъявила все необходимые документы, выданные владельцем земельного участка. Выяснилось, что из-за режима секретности на планах даже не указывалось, что под этим участком на небольшой глубине проходит линия метрополитена. В результате аварии часть Замоскворецкой линии метро от станции «Сокол» до «Речного вокзала» была закрыта, для обеспечения перевозки пассажиров на линию от метро «Речной вокзал» до «Сокола» вышли дополнительно 89 автобусов и 16 троллейбусов. В дневное время также была отменена оплата проезда на маршрутах, следующих через метро «Сокол» по Ленинградскому проспекту. Машинист попавшего в аварию состава, 25-летний Андрей Ульянов за самоотверженность и высокий профессионализм, проявленные при исполнении служебного долга, указом Президента Российской Федерации был награждён медалью ордена «За заслуги перед Отечеством» II степени. Специалисты, расследовавшие случай аварии, пришли к выводу, что реакция машиниста помогла избежать человеческих жертв — Ульянов своевременно заметил падающую сваю и организовал эвакуацию пассажиров. |